# Cabañas del Rio Piraí
Las cabañas del río Piraí, es un lugar turístico público en la zona oeste de la ciudad de Santa Cruz de la Sierra en Bolivia. Las cabañas del río Piraí cuenta con diferentes actividades como; cuadratack en circuitos a través del río y montar a caballo. Además, se puede disfrutar diferentes platos típicos como; locro, picante surtido, sopa de maní y majadito. Puede también encontrar diferentes horneados como; cuñape, sonso, empanada de carne, charque y pollo, empanada de arroz, empanadas de maíz, pan de arroz, roscas de maíz y huminta al horno y a la olla.
Los días de atención de este lugar es de lunes a domingo y cuenta con parqueo para sus visitantes. 

## Historia
Las cabañas del Río Piraí se fundaron en 1962 con unas 25 cabañas y fueron trasladadas luego del turbión del río Piraí de 1983 al lugar en donde se encuentran en la actualidad con más de 50 cabañas. El lugar se ha convertido en un paseo tradicional para los viajeros que pasan por la zona y para los habitantes de la ciudad.
Las Cabañas del Río Piraí son protegidas por el Ministerio de Culturas y la UNESCO.

## Características
Las cabañas son de motacú, tienen horno de leña, y sus calles son de tierra, haciendo algo muy característico de la tradición cruceña.
El mes de septiembre es el aniversario de las cabañas del río Piraí y todos los fines de semana se lo celebra con distintos festivales incluyendo una degustación de los horneados típicos de la región. 